# 良田乡 (揭西县)
良田乡，是中华人民共和国广东省揭阳市揭西县下辖的一个乡镇级行政单位。

## 行政区划
良田乡下辖以下地区：
良田社区、嶂上村、龙岭村、下村、金坑村、桐树坪村、岸洋村、中心村、河水村、双水村和河新村。
良田鄉古代有楊、黃、劉、袁、廖、陳、盧等姓村落，今已沒有楊 (已遷去揭西坡洋)、盧、袁 (不詳)。由於良田劉氏有不少娶金姓妻子，推斷附近還有金姓村落。今日陳、劉為大姓。